# Souhvězdí Ryb
Ryby je souhvězdí na nebeském rovníku, alespoň část z něj lze tedy pozorovat na jakémkoliv místě na Zemi, celé je viditelné na sever od 65° j.š. Je to jedno z nejstarších souhvězdí, bylo známé už v Mezopotámii. Rozloha souhvězdí je 890 čtverečných stupňů, je v něm 75 hvězd jasnějších než 6. hvězdná velikost. Nejvhodnější doba pro pozorování je v září až říjnu. V současnosti se v tomto souhvězdí nachází jarní bod.

## Pověst
V dávných dobách se stala na Olympu pozoruhodná událost. Když Zeus a ostatní olympští bohové s Héraklovou pomocí dobyli vítězství nad giganty, jejich matka Gaia, bohyně Země, porodila ještě hrozivějšího netvora Tyfona. Takto ho popisuje řecký básník Hésiodos v eposu Theogonia (Zrození bohů):

Síly a chtivosti činu již plny jsou paže mocného boha,
Zrádné únavy pros na nohou pevných tu stojí.
Strašlivých sto hlav tu ze země náhle drak zdvihá,
Vzduchem žihadla krutá silně a zlověstně blesknou,
Plamenem hoří nestvůry divoké obludné oči,
Když vztyčí se jediná hlava, z oka žár ohnivý tryská…

Gaia doufala, že netvor, kterého zplodila, se pomstí drzým bohům za příkoří spáchaná na gigantech. Když se příšera znenadání vztyčila ze země a vrhla na Olymp, bohy zachvátila hrůza. Dali se na útěk a vzali na sebe podobu nejrůznějších zvířat. Zeus se proměnil v berana.Héra se proměnila v krávu, Artemis v kočku, Ares ve vepře, Hermés v ptáka ibise. A bohyně lásky Afrodita, aby se zachránila před netvorem, stala se rybou a skryla se pod vodou. V rybku se proměnil i Afroditin syn, maličký Eros. A aby neztratil jeden druhého v prudkém proudu, svázali matka a syn své rybí ocasy stuhou. Jako připomínka této události zazářilo na obloze souhvězdí Ryb.

## Významné hvězdy
| Hvězda | Jméno    | Magnituda |
| ------ | -------- | --------- |
| α Psc  | Alrescha | 3,82m     |
| η Psc  | Alpherg  | 3,62m     |

### Objekty v Messierově katalogu
- M 74 – galaxie